# Serie A1 2002/03
Die Saison 2002/03 war die 69. Spielzeit der Serie A1, der höchsten italienischen Eishockeyspielklasse. Meister wurde zum insgesamt zweiten Mal in der Vereinsgeschichte der HC Milano Vipers.

## Modus
In der Hauptrunde absolvierte jede der sechs Mannschaften insgesamt 40 Spiele. Die vier bestplatzierten Mannschaften qualifizierten sich für die Playoffs, in denen der Meister ausgespielt wurde. Für einen Sieg erhielt jede Mannschaft zwei Punkte, bei einem Unentschieden gab es einen Punkt und bei einer Niederlage null Punkte.

## Hauptrunde

### Tabelle
|    | Klub             | Sp | S  | U  | N  | Tore    | Punkte |
| -- | ---------------- | -- | -- | -- | -- | ------- | ------ |
| 1. | HC Milano Vipers | 40 | 23 | 9  | 8  | 165:91  | 56     |
| 2. | Asiago Hockey    | 40 | 22 | 9  | 9  | 152:101 | 53     |
| 3. | HC Bozen         | 40 | 15 | 15 | 10 | 123:121 | 46     |
| 4. | SHC Fassa        | 40 | 13 | 10 | 17 | 127:143 | 32     |
| 5. | HC Meran         | 40 | 9  | 8  | 23 | 114:158 | 26     |
| 6. | HC Alleghe       | 40 | 9  | 7  | 24 | 111:176 | 25     |

Sp = Spiele, S = Siege, U = Unentschieden, N = Niederlagen

## Playoffs

### Halbfinale
- HC Milano Vipers – SHC Fassa 3:0 (5:3, 4:1, 5:1)
- Asiago Hockey – HC Bozen 3:2 (5:2, 3:4 n. P., 4:1, 0:1, 4:3 n. P.)

### Finale
- HC Milano Vipers – Asiago Hockey 4:2 (1:2, 3:2, 2:3 n. P., 6:3, 4:1, 3:2 n. P.)

## Meistermannschaft
Christian Alderucci – Darcy Andersson – Scott Beattie – Maurizio Bortolussi – Giuseppe Busillo – Gianluca Canei – Mario Brian Chitarroni – Robert Cowie – Jewgeni Dawydow – Mark Demetz – Armin Helfer – Terry Hollinger – Leo Insam – Patrice Lefebvre – Andrea Molteni – Matteo Molteni – Jason Muzzatti – Bob Nardella – Justin Peca – Alessandro Rotolo – Thomas Sjögren – Michael Sparber – Massimo Stevanoni – David Stricker – Gianluca Tomasello – Wjatscheslaw Uwajew – Craig Woodcroft; Trainer: Adolf Insam